# Luccas Neto
Luccas Neto Ferreira (Río de Janeiro, 8 de febrero de 1992), es un youtuber, empresario, actor, cantante y escritor luso-brasileño. Es conocido por tener uno de los canales brasileños más grandes en YouTube, con 53,1 millones de suscriptores y más de doce mil millones de visitas acumuladas.
También es hermano del youtuber Felipe Neto. Sus videos están dirigidos al entretenimiento y la educación, dirigidos al grupo de edad para toda la familia. En diciembre de 2019, ingresó al ranking del instituto QualiBest como uno de los influencers digitales más grandes de Brasil.
Luccas Neto también hace un personaje con su nombre Luccas Neto.

## Biografía y carrera
Lucca Neto nació en Río de Janeiro. De padre brasileño y madre portuguesa, Lucca tiene la doble nacionalidad brasileña y portuguesa.
Comenzó su carrera en una agencia de network y luego creó su propio canal de YouTube en 2014, mas pasó a invertir activamente en la plataforma en 2016. En 2017, invirtió en contenido infantil, probando varios formatos de video que lo hicieron destacar en Redes sociales brasileñas. Al mismo tiempo, Luccas y Felipe Neto iniciaron juntos un canal llamado "Irmãos Neto". Junto a João Pedro Paes Leme, periodista y exdirector ejecutivo de Rede Globo, su hermano Felipe Neto y Cassiano Scarambone, formó parte del equipo de socios de Take 4 Content, empresa especializada en curación de contenido digital.
El fabricante de juguetes Grow se ha asociado con Luccas Neto para promover la venta de sus productos. En 2018, profesionalizó su canal contratando un equipo de profesionales de diferentes áreas, como psicólogos, pedagogos y psicopedagogos, que supervisan y aprueban los contenidos. En marzo de 2018, Luccas Neto lanzó su línea de juguetes, cuyo primer artículo fue una muñeca. Ese mismo año se vendieron más de 240 mil artículos.
Luccas actualmente invierte en Luccas Toon, responsable de la expansión de sus negocios, que hoy involucran licencias de productos, producción de películas para diversas plataformas, además de su canal de YouTube. Incluso Felipe y João Pedro crearon Play9, una empresa que forma parte de un gran hub de inteligencia para llevar soluciones digitales integradas a los clientes, sean marcas personales o empresas, debido a la menor participación del youtuber en los videos, el canal "Irmãos Neto". cambia de nombre, hoy llamado "Canal IN".
Hasta noviembre de 2019, Luccas Neto es responsable de emplear a 50 personas de forma directa y a cientos más de forma indirecta.
A diciembre de 2019, las vistas totales de su canal suman más de 8 mil millones.

## Números
En junio de 2018, lideró el ranking mundial con 400 millones de visitas, por delante del aclamado PewDiePie y los hermanos estadounidenses Logan y Jake Paul. Está en el top 5 de youtubers brasileños en número de suscriptores. Es el más visto en un solo mes en Brasil, ganando 310 millones de visitas, superando a su hermano Felipe, poseedor del antiguo récord de 256 millones. En cuanto a nuevos suscriptores, en mayo de 2018 fue el vlogger que más fans ganó en 30 días, registrando 1,35 millones de seguidores.
Desde noviembre de 2017, ocupa la posición de youtuber más visto en Brasil, alcanzando la marca de 356 millones de vistas por mes. Por año, crece en promedio un 196%, mientras que por día alcanza la marca de 14,1 millones de visitas. Luccas tiene 27 millones de suscriptores en su canal, el crecimiento promedio por mes es de 500 mil seguidores, y en octubre y noviembre de 2017, fue el influencer digital que más creció a nivel mundial. En febrero de 2018, rompió el récord de YouTube, con 304 millones de visitas en 30 días.
En el lanzamiento de su primer libro para el mercado brasileño, rompió el histórico récord de preventa que solía estar en la saga de Harry Potter. Vendió 54 000 libros, contra 46 000 que había vendido JK Rowling. Según el sitio web especializado Publish News, su primer libro As Aventuras na Netoland, marcó el récord de ventas del país en 2018. Se vendieron más de 500 mil ejemplares.
En 2018, durante la gira “Netoland”, Luccas Neto contó con la presencia de más de 200 mil personas en todo el país. Fueron 93 sesiones en total, 75 de las cuales se agotaron. Solo en Jeunesse Arena, un espacio de conciertos ubicado en Río de Janeiro, la audiencia alcanzó los 12 mil espectadores. Su película especial Lost on Christmas Eve, disponible en la plataforma Net NOW, contó con 200 000 ubicaciones en solo un mes.
En noviembre de 2019, el número de juguetes Luccas Neto superó a los de la muñeca Barbie, con 750 000 unidades vendidas, según NPD Group. Fue el segundo juguete más vendido en Brasil, en 2019. Los libros "As Aventuras na Netoland com Luccas Neto" y "Brincando com Luccas Neto" entraron en la lista de los 15 más vendidos de 2019 en Brasil. En mayo de 2020, anunció el lanzamiento de su primer canal orientado a adultos, "Luccas Life".

## Filmografía
| Período     | Título                    | Personaje                | Nota(s)                                                                           |
| ----------- | ------------------------- | ------------------------ | --------------------------------------------------------------------------------- |
| 2014-actual | LUCCAS NETO - LUCCAS TOON | Él mismo                 | Canal Oficial de YouTube                                                          |
| 2014-2016   | Hater Sincero             | Él mismo                 | Primer trabajo notable                                                            |
| 2017-2019   | Canal IN                  | Él mismo                 | Canal de YouTube en asociación con su hermano, Felipe Neto                        |
| 2020-actual | LUCCAS NETO STUDIOS       | Él mismo/Participaciones | Detrás de escena de la producción de videos del canal "LUCCAS NETO - LUCCAS TOON" |
| 2020-actual | LUCCAS TOON - LIBRAS      | Él mismo                 | Canal de YouTube en LIBRAS                                                        |
| 2020-actual | LUCCAS LIFE               | Él mismo                 | Canal de YouTube dirigido al público adulto                                       |
| 2020-actual | LUCCAS TOON GAMES         | Él mismo                 | Canal de Youtube para videos de juegos                                            |

| Lanzamiento | Título                                     | Personaje        | Ref. |
| ----------- | ------------------------------------------ | ---------------- | ---- |
| 2018        | Luccas Neto Em: Perdidos na Noite de Natal | Luccas           |      |
| 2019        | Luccas Neto Em: Uma Babá Muito Esquisita   | Luccas           |      |
| 2019        | Luccas Neto Em: Acampamento de Férias      | Luccas           |      |
| 2019        | Luccas Neto Em: Dia das Crianças           | Luccas           |      |
| 2019        | Luccas Neto Em: O Fim do Natal             | Luccas           |      |
| 2020        | Luccas Neto Em: Acampamento de Férias 2    | Luccas           |      |
| 2020        | Luccas Neto Em: O Hotel Mágico             | Luccas           |      |
| A Definir   | Os Aventureiros - A Origem                 | Aventureiro Azul |      |

## Teatro
| Ano         | Título                                 | Nota(s)          | Ref. |
| ----------- | -------------------------------------- | ---------------- | ---- |
| 2018-19     | Netoland Com Luccas Neto               | Él mismo         |      |
| 2019-20     | Luccas Neto e Os Aventureiros          | Aventureiro Azul |      |
| 2020-actual | Luccas Neto e a Escola de Aventureiros | Aventureiro Azul |      |

## Libros
| Ano  | Título                                   | Nota(s) |
| ---- | ---------------------------------------- | ------- |
| 2018 | As Aventuras na Netoland Com Luccas Neto |         |
| 2019 | Brincando Com Luccas Neto                |         |
| 2019 | Pique-Esconde Com Luccas Neto            |         |
| 2019 | Luccas Neto Em Os Aventureiros           |         |
| 2020 | Pique-Esconde Com Os Aventureiros        |         |

## Discografía
| Título                         | Detalles del álbum                                                                                     | Mejor posición |
| Título                         | Detalles del álbum                                                                                     | BRA            |
| ------------------------------ | --- | -------------- |
| Músicas Luccas Neto (Vol. 1)   | - Lanzamiento: 9 de abril de 2020 - Formatos: download digital - Disquera: Luccas Neto Studios Eireli  | —              |
| Músicas Luccas Neto (Vol. 2)   | - Lanzamiento: 13 de abril de 2020 - Formatos: download digital - Disquera: Luccas Neto Studios Eireli | —              |
| Músicas Luccas Neto (Vol. 3)   | - Lanzamiento: 13 de abril de 2020 - Formatos: download digital - Disquera: Luccas Neto Studios Eireli | —              |
| Músicas Luccas Neto (Vol. 4)   | - Lanzamiento: 13 de abril de 2020 - Formatos: download digital - Disquera: Luccas Neto Studios Eireli | —              |
| Luccas Neto Em: O Hotel Mágico | - Lanzamiento: 13 de mayo de 2020 - Formatos: download digital - Disquera: Luccas Neto Studios Eireli  | —              |

## Premios
| Ano  | Prêmio            | Categoría                 | Resultado | Ref.   |
| ---- | ----------------- | ------------------------- | --------- | ------ |
| 2018 | Meus Prêmios Nick | Canal de Youtube Favorito | Nominado  |        |
| 2019 | Meus Prêmios Nick | Canal de Youtube Favorito | Nominado  |        |
| 2019 | Top Kids          | Brinquedo Nacional do Ano | Ganador   | [ 15 ] |
| 2019 | Top Kids          | Licença do Ano            | Ganador   | [ 15 ] |